# Richard Brestoff
Richard Brestoff is een Amerikaans acteur. Hij speelde de rol van Yeoman Hunkle in de televisieserie Operation Petticoat en de rol van majoor Darling in de televisieserie Tour of Duty. 
Tegenwoordig is Richard Brestoff Associate Head of Acting aan de Universiteit van California, Irvine. Hij heeft ook diverse boeken geschreven.

## Filmografie
- Car Wash (1976)
- Fast Break (1979)
- Rape and Marriage: The Rideout Case (1980)
- My Favorite Year (1982)
- The Entity (1982)
- The Man with Two Brains (1983)
- The House of God (1984)
- Stoogemania (1986)
- Real Men (1987)
- Return to Horror High (1987)
- Dad (1989)
- Loverboy (1989)
- Call from Space (1989)
- The Taking of Beverly Hills (1991)
- Devil's Creek (2009)

## Televisieseries
- Operation Petticoat (1977-1979), 32 afleveringen
- Lou Grant (1979)
- The Associates (1980)
- Soap (1981)
- Remington Steele (1983)
- Hill Street Blues (1984), 2 afleveringen
- Night Court (1985 en 1987)
- The Facts of Life (1985)
- The Twilight Zone (1986)
- Family Ties (1988)
- Tour of Duty (1989), 7 afleveringen
- Freddy's Nightmares (1990)
- Northern Exposure (1991)
- Jake and the Fatman (1991)
- Thirtysomething (1991)
- Murder, She Wrote (1992)
- The Fugitive (2000-2001), 3 afleveringen